# Ricciardo Amadino

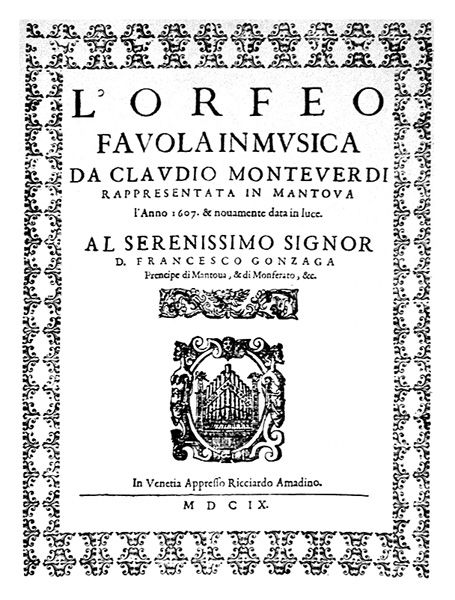
Frontispicio de la ópera L'Orfeo de Monteverdi, impresa en 1609, que muestra el nombre de Amadino y la marca del impresor (la imagen de un órgano).

Ricciardo Amadino (1572-1621) fue un impresor veneciano especializado en música.
Amadino intentó brevemente publicar música por su cuenta en 1579, pero no tuvo éxito. Se unió a Giacomo Vincenti, con quien publicó más de 80 libros entre 1583 y 1586. Muchos de estos eran reimpresiones de libros de madrigales populares, pero algunos eran primeras ediciones. Su asociación terminó alrededor de 1586, pero continuaron trabajando juntos ocasionalmente. Después de 1586, la marca de Amadino fue un grabado en madera de un órgano, e imprimió principalmente música, con algunos tratados teóricos, incluida la primera edición de Il desiderio de Ercole Bottrigari. Imprimió ediciones de compositores tan importantes como Luca Marenzio y Claudio Monteverdi y, en términos de producción, fue uno de los principales impresores de música italiana. Sus publicaciones de Monteverdi incluyen dos célebres primeras ediciones, la ópera L'Orfeo (1609) y una colección de música sacra de 1610 que contiene la Vespro della Beata Vergine y una misa.